# Mužla
Mužla é um município da Eslováquia, situado no distrito de Nové Zámky, na região de Nitra. Tem 51,96 km² de área e sua população em 2018 foi estimada em 1.830 habitantes.

## Demografia
| Ano:        | 1994 | 2004   | 2014   | 2024   |
| ----------- | ---- | ------ | ------ | ------ |
| Broj ljudi: | 1995 | 1965   | 1886   | 1838   |
| Razlika:    |      | -1,50% | -4,02% | -2,54% |

| Ano:               | 2023 | 2024   |
| ------------------ | ---- | ------ |
| Número de pessoas: | 1861 | 1838   |
| Diferença:         |      | -1,23% |